# Frannach
Frannach är en ort i  kommunen Pirching am Traubenberg i Österrike. Den ligger i distriktet Südoststeiermark i förbundslandet Steiermark.
Frannach var tidigare en självständig kommun, men blev den 1 januari 2015 en del av kommunen Pirching am Traubenberg. Kommunen bestod av tre orter (Ortschaften) (inom parentes invånarantal 1 januari 2024):
- Frannach (204)
- Manning (163)
- Oberlabill (162)